# Elecciones al Congreso de los Diputados de noviembre de 2019 (Guipúzcoa)
Las elecciones al Congreso de los Diputados de noviembre de 2019 se celebraron en la provincia de Guipúzcoa el domingo 10 de noviembre, como parte de las elecciones generales convocadas por Real Decreto dispuesto el 4 de marzo de 2019 y publicado en el Boletín Oficial del Estado el día siguiente. Se eligieron los 6 diputados del Congreso correspondientes a la circunscripción electoral de Guipúzcoa, mediante un sistema proporcional (método d'Hondt) con listas cerradas y un umbral electoral del 3%.

## Resultados
Los comicios depararon 2 escaños al Partido Nacionalista Vasco y a Euskal Herria Bildu y 1 al Partido Socialista de Euskadi-Euskadiko Ezkerra y a Elkarrekin Podemos.

Ganador por municipio

| Candidatura                                                  | Candidatura                                                   | Votos   | %                                       | Escaños                                 |
| ------------------------------------------------------------ | ------------------------------------------------------------- | ------- | --------------------------------------- | --------------------------------------- |
|                                                              | Partido Nacionalista Vasco (EAJ-PNV)                          | 116 761 | 30,65                                   | 2                                       |
|                                                              | EH Bildu (EH Bildu)                                           | 98 951  | 25,97                                   | 2                                       |
|                                                              | Partido Socialista de Euskadi-Euskadiko Ezkerra (PSE-EE-PSOE) | 69 342  | 18,20                                   | 1                                       |
|                                                              | Elkarrekin Podemos (Podemos-IU-Equo)                          | 57 363  | 15,06                                   | 1                                       |
|                                                              |                                                               |         |                                         |                                         |
| Partido Popular (PP)                                         | Partido Popular (PP)                                          | 23 619  | 6,2                                     | 0                                       |
| Vox (Vox)                                                    | Vox (Vox)                                                     | 7274    | 1,91                                    | 0                                       |
| Ciudadanos-Partido de la Ciudadanía (Cs)                     | Ciudadanos-Partido de la Ciudadanía (Cs)                      | 3824    | 1,00                                    | 0                                       |
| Partido Animalista Contra el Maltrato Animal (PACMA)         | Partido Animalista Contra el Maltrato Animal (PACMA)          | 2070    | 0,54                                    | 0                                       |
| Escaños en Blanco (EB)                                       | Escaños en Blanco (EB)                                        | 570     | 0,15                                    | 0                                       |
| Recortes Cero-Grupo Verde (R0-GV)                            | Recortes Cero-Grupo Verde (R0-GV)                             | 510     | 0,13                                    | 0                                       |
| Por un Mundo más Justo (PUM+J)                               | Por un Mundo más Justo (PUM+J)                                | 401     | 0,11                                    | 0                                       |
| Partido Comunista de los Trabajadores de Euskadi (PCTE/ELAK) | Partido Comunista de los Trabajadores de Euskadi (PCTE/ELAK)  | 276     | 0,07                                    | 0                                       |
| Votos válidos                                                | Votos válidos                                                 | 380 961 | 100,00                                  | 6                                       |
| Votos nulos                                                  | Votos nulos                                                   | 1678    | Participación: · \| \| 65,79 % \| 8,21% | Participación: · \| \| 65,79 % \| 8,21% |
| Votantes                                                     | Votantes                                                      | 384 546 | Participación: · \| \| 65,79 % \| 8,21% | Participación: · \| \| 65,79 % \| 8,21% |
| Electores                                                    | Electores                                                     | 584 461 | Participación: · \| \| 65,79 % \| 8,21% | Participación: · \| \| 65,79 % \| 8,21% |
|                                                              | 65,79 %                                                       |         |                                         |                                         |

## Diputados electos
Relación de diputados electos:
| N.º | Nombre                           | Lista | Lista       |
| --- | -------------------------------- | ----- | ----------- |
| 1   | Joseba Andoni Agirretxea Urresti |       | EAJ-PNV     |
| 2   | Mertxe Aizpurua Arzallus         |       | EH Bildu    |
| 3   | Odón Elorza González             |       | PSE-EE-PSOE |
| 4   | Pilar Garrido Gutiérrez          |       | EP          |
| 5   | Íñigo Barandiaran Benito         |       | EAJ-PNV     |
| 6   | Jon Iñarritu García              |       | EH Bildu    |